# Art et liberté
Art et liberté war eine Gruppe von Künstlern und Literaten, die sich um 1939 in Kairo zusammenschloss. Stilistisch ordnet man sie dem Surrealismus zu, doch Schlagzeilen machte die Gruppe eher mit politischen Aktionen als mit ihren Werken.
Am 22. Dezember 1938 veröffentlichten 29 Künstler, Literaten, Journalisten und Anwälte das Manifest Long live degenerate art. Damit stellten sie sich auf die Seite moderner Künstler in Europa, die unter anderem in der Ausstellung „Entartete Kunst“ diffamiert wurden. Zu den Unterzeichnern gehören El-Telmessany, Anwar Kamel und Georges Henein, die am 9. Januar 1939 gemeinsam mit Ramses Yunan und Fouad Kamel die Gruppe „Art et liberté“ gründeten.
Die international ausgerichtete Gruppe gewann schnell neue Mitglieder. Im Afrika dieser Zeit waren sie eine Ausnahmeerscheinung, die aufgrund besonderer politischer und wirtschaftlicher Bedingungen in Ägypten entstehen konnte. „Art et liberté“ hatte zahlreiche Gemeinsamkeiten mit Surrealisten weltweit, insbesondere die antikapitalistische Einstellung, die radikalen Fantasien vom politischen und kulturellen Umsturz, die Auseinandersetzung mit den Freudschen Theorien des Unbewussten und den Widerstand gegen die akademische Kunst der Zeit.
In der Gründungsvereinbarung stand, dass sich „Art et liberté“ zur Verteidigung der Freiheit von Kunst und Kultur zusammenschloss. Sie boten Vorträge an, veranstalteten Ausstellungen, veröffentlichten Zeitschriften und Magazine, verbreiteten aktuelle Informationen und versuchten zur Bildung sozial benachteiligter ägyptischer Jugendlicher beizutragen. Man wendete sich gegen die institutionalisierte Ausbeutung von Frauen und Industriearbeitern weltweit, demonstrierte gegen den Faschismus und stand in regem Kontakt zu ähnlichen Bewegungen in Amerika und Europa.
Nach dem Ende des Zweiten Weltkriegs hatte die Bewegung an Strahlkraft verloren, die Auflösung folgte 1948 – nachdem man sich von den Pariser Surrealisten aufgrund politischer Streitigkeiten um Israel losgesagt hatte.